# Camille Descossy
Camille René Ferréol Descossy (Ceret, Vallespir, 24 de maig de 1904 - Castellnou dels Aspres, 20 d'agost de 1980) fou un pintor i gravador nord-català. Passà la infantesa a Prats de Molló i va estudiar a Montpeller sota la direcció de Louis Guigues. El 1922 va estudiar a l'Escola de Belles Arts de París i hi va continuar a viure fins 1928. El 1926 va exposar a la Societat Nacional de Belles Arts i al Salon d'Automne, tot i que no va reeixir vendre cap obra.
En juliol de 1928 va anar a Vinçà, on el rector li va encarregar decorar la capella de Sant Pere de Bell-lloc. El 1931 hi va decorar el Tríptic de la Capella del Rosari representant escenes de l'Anunciació, la Nativitat i la fugida d'Egipte. Alhora també fou professor de dibuix a l'Escola de Belles Arts de Montpeller, i en va ser director de 1939 a 1967. El 1953 va comprar la masia als Aspres "Mas de Serrat". Entre les seves obres més destacades hi ha La temptació de Sant Antoni i nus com Nu amb poma.
Va impulsar la vida artística de Montpeller des del grup Frédéric Bazille, i el 1956 va fundar el grup Montpeller-Sète presidit per François Desnoyer. Aquest mateix any, amb suport del Consell General dels Pirineus Orientals, va crear la Casa Roselló, escola d'estiu que acull a Cotlliure els 40 millors alumnes de les escoles de Belles Arts franceses. Es va dedicar a aquest projecte fins a la seva mort el 1980.